# Romitia nigra
Romitia nigra är en spindelart som beskrevs av Lodovico di Caporiacco 1947. Romitia nigra ingår i släktet Romitia och familjen hoppspindlar. Inga underarter finns listade i Catalogue of Life.